# Großsteingräber bei Bronneger
Die Großsteingräber bei Bronneger sind eine Gruppe von fünf megalithischen Grabanlagen der jungsteinzeitlichen Westgruppe der Trichterbecherkultur in Bronneger, einem Ortsteil von Borger-Odoorn in der niederländischen Provinz Drenthe. Die Gräber tragen die Van-Giffen-Nummern D21–25.

## Lage
Die Gräber befinden sich westlich von Bronneger, direkt nördlich eines Feldwegs. Grab D21 ist das westlichste. D22 befindet sich etwa 50 m nordöstlich davon. Weitere 100 m östlich liegt D24. D23 liegt etwa 40 m nordöstlich und D25 etwa 50 m südöstlich von diesem. Etwa 90 m östlich von Grab D25 schließen sich zwei Grabhügel an. In der näheren Umgebung gibt es zahlreiche weitere Großsteingräber: 1,3 km nordwestlich befinden sich die beiden Großsteingräber bei Drouwen (D19 und D20), 1,6 km südlich das Großsteingrab Borger (D27), 1,7 km westlich das Großsteingrab Drouwenerveld (D26) und 2,2 km südsüdöstlich die beiden Großsteingräber bei Buinen (D28 und D29).

## Forschungsgeschichte

### 18. und 19. Jahrhundert
Die Existenz der Gräber wurde erstmals 1711 von Ludolf Smids erwähnt. Leonhardt Johannes Friedrich Janssen, Kurator der Sammlung niederländischer Altertümer im Rijksmuseum van Oudheden in Leiden, besuchte 1847 einen Großteil der noch erhaltenen Großsteingräber der Niederlande, darunter auch die Gräber bei Bronneger, und publizierte im folgenden Jahr das erste Überblickswerk mit Baubeschreibungen und schematischen Plänen der Gräber. Janssens Nachfolger Willem Pleyte unternahm 1874 zusammen mit dem Fotografen Jan Goedeljee eine Reise durch Drenthe und ließ dort erstmals alle Großsteingräber systematisch fotografieren. Auf Grundlage dieser Fotos fertigte er Lithografien an. Conrad Leemans, Direktor des Rijksmuseums, unternahm 1877 unabhängig von Pleyte eine Reise nach Drenthe. Jan Ernst Henric Hooft van Iddekinge, der zuvor schon mit Pleyte dort gewesen war, fertigte für Leemans Pläne der Großsteingräber an. Leemans’ Bericht blieb allerdings unpubliziert. 1878 erfolgte eine Dokumentation durch William Collings Lukis und Henry Dryden, die auf Anregung von Augustus Wollaston Franks die Provinz Drenthe bereisten und dabei sehr genaue Grundriss- und Schnittzeichnungen von 40 Großsteingräbern anfertigten. Die dabei in den Gräbern D23–D25 gemachten Funde befinden sich heute im British Museum.

### 20. und 21. Jahrhundert
Zwischen 1904 und 1906 dokumentierte der Mediziner und Amateurarchäologe Willem Johannes de Wilde alle noch erhaltenen Großsteingräber der Niederlande durch genaue Pläne, Fotografien und ausführliche Baubeschreibungen. Seine Aufzeichnungen zu den Gräbern bei Bronneger sind allerdings verloren gegangen. 1918 dokumentierte Albert Egges van Giffen die Anlagen für seinen Atlas der niederländischen Großsteingräber und führte an den Gräbern D21 und D22 eine archäologische Grabung durch. 1960–1961 wurden die Gräber restauriert. Seit 1993 sind die Anlagen Nationaldenkmale (Rijksmonumenten). 2017 wurden die Anlagen zusammen mit den anderen noch erhaltenen Großsteingräbern der Niederlande in einem Projekt der Provinz Drente und der Reichsuniversität Groningen von der Stiftung Gratama mittels Photogrammetrie in einem 3D-Atlas erfasst.

## Beschreibung

### Grab D21

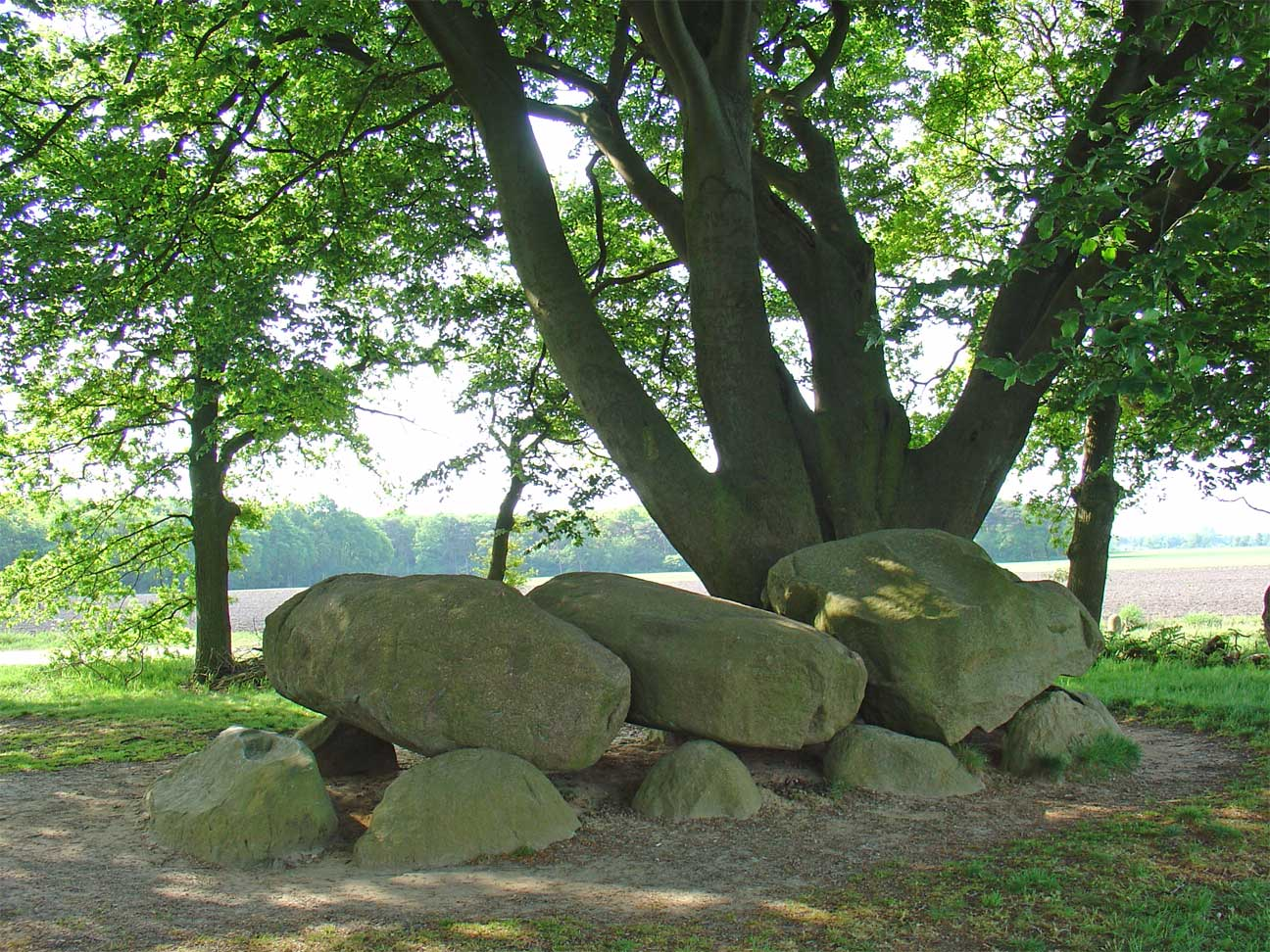
Grab D21

Bei der Anlage handelt es sich um ein nordost-südwestlich orientiertes Ganggrab. Die Grabkammer hat eine Länge von 7,7 m und eine Breite von 2,9 m. Sie besitzt vier Wandsteinpaare an den Langseiten, je einen Abschlussstein an den Schmalseiten und drei Decksteine. An der Mitte der südöstlichen Langseite befindet sich der Zugang. Ihm waren ursprünglich zwei Gangsteine vorgelagert, von denen heute noch einer vorhanden ist. Eine steinerne Umfassung konnte nicht festgestellt werden.

### Grab D22

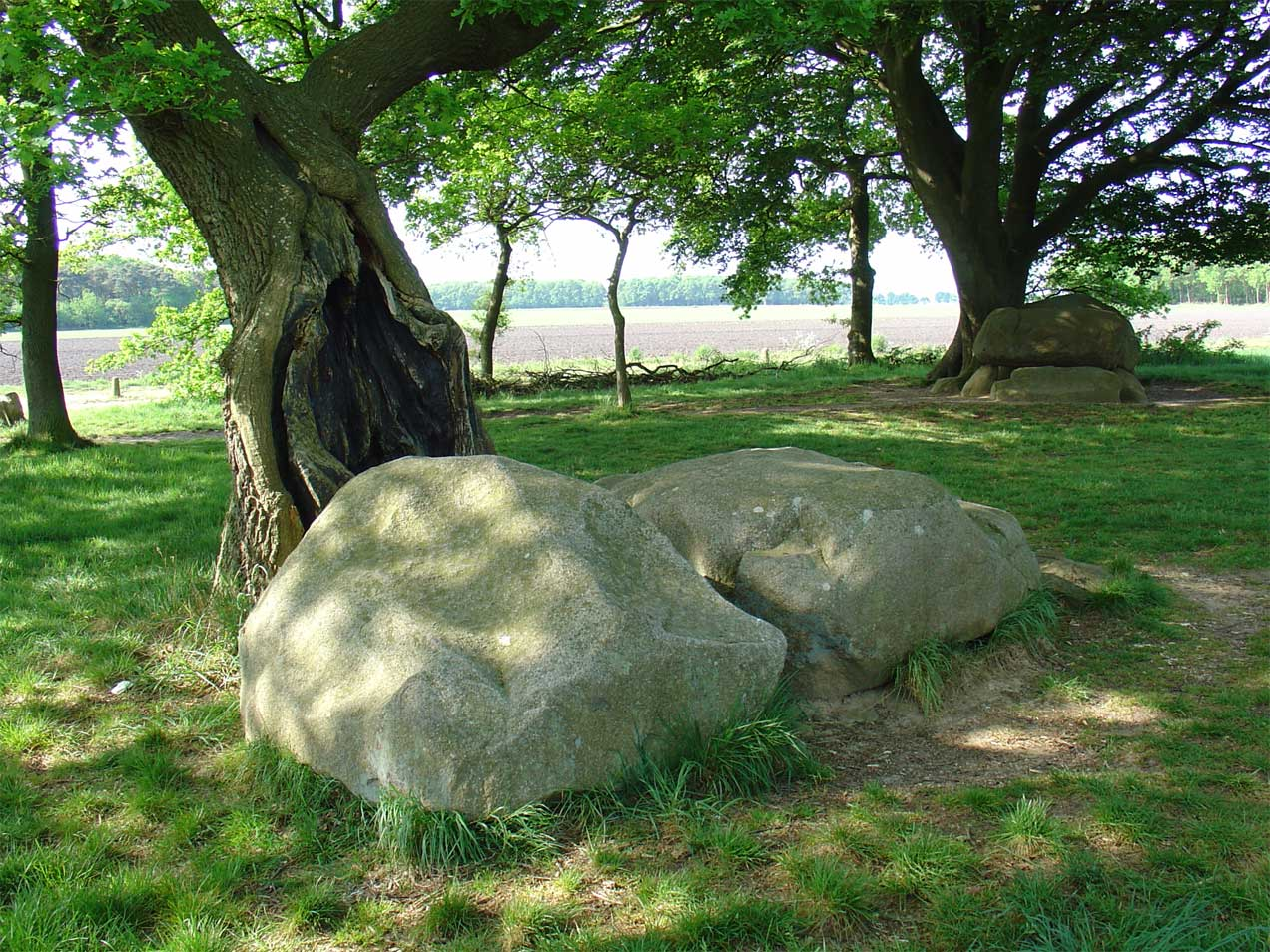
Grab D22

D22 ist ostnordost-westsüdwestlich orientiert und das kleinste Großsteingrab der Niederlande. Die Grabkammer hat eine Länge von 4,5 m und eine Breite von 3 m. Sie besitzt fünf Wandsteine, je einen Abschlussstein an den Schmalseiten und zwei Decksteine. Da die Kammer tief im Erdboden steckt, sind nur die beiden Decksteine und ein Abschlussstein oberirdisch sichtbar. Die Eingangssituation ist unklar. Es ist daher nicht sicher zu bestimmen, ob es sich um ein Ganggrab oder um einen Dolmen handelt. Eine steinerne Umfassung konnte nicht festgestellt werden.

### Grab D23

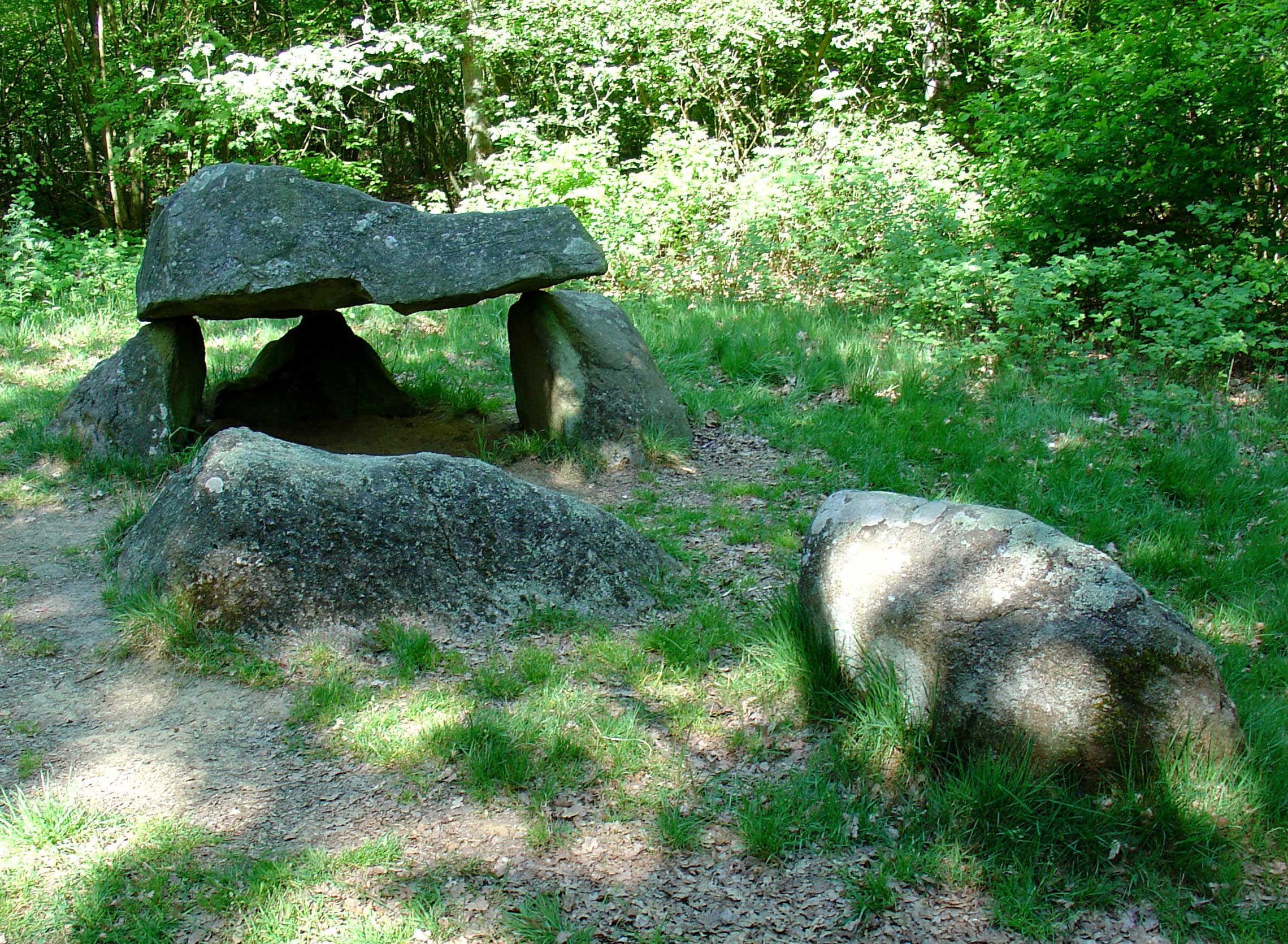
Grab D23

D23 ist ostnordost-westsüdwestlich orientiert und befindet sich in einem schlechten Erhaltungszustand. Die Grabkammer hat eine Länge von 6 m und eine Breite von 2,7 m. Sie besaß ursprünglich vier Wandsteinpaare an den Langseiten, je einen Abschlussstein an den Schmalseiten und vier Decksteine. Hiervon sind noch der westliche Abschlussstein, das anschließende Wandsteinpaar, der drauf ruhende Deckstein, ein weiterer, herabgestürzter Deckstein, ein weiterer Wandstein der nördlichen Langseite und wohl der östliche Abschlussstein erhalten. Der einstige Zugang zur Kammer lässt sich nicht mehr ermitteln. Es ist daher unklar, ob es sich um ein Ganggrab oder um einen Dolmen handelt. Eine steinerne Umfassung konnte nicht festgestellt werden.

### Grab D24

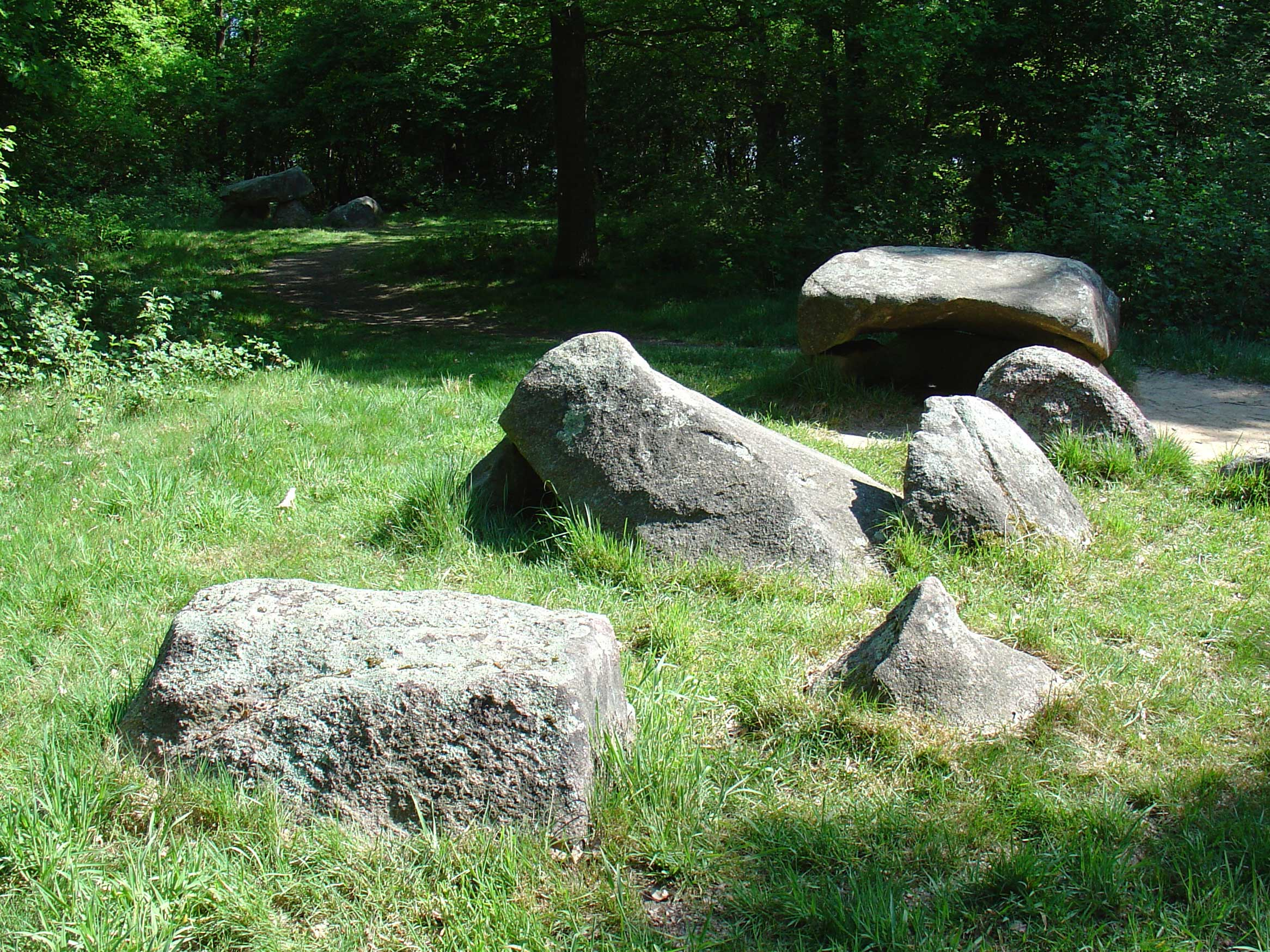
Grab D24

Bei der Anlage handelt es sich um ein ostsüdost-westnordwestlich orientiertes Ganggrab. Die Grabkammer hat eine Länge von 6,7 m und eine Breite von 2,4 m. Sie besaß ursprünglich vier Wandsteinpaare an den Langseiten, je einen Abschlussstein an den Schmalseiten und vier Decksteine. Hiervon fehlen ein Wandstein der nördlichen Langseite und zwei Decksteine. Der östlichste Deckstein liegt noch auf den Wandsteinen auf, der zweite Deckstein von Westen liegt nur noch auf einem Wandstein auf. Vor der Mitte der südlichen Langseite befand sich der Zugang zur Kammer. Ihm waren ursprünglich zwei Gangsteine vorgelagert, von denen noch einer erhalten ist. Eine steinerne Umfassung konnte nicht festgestellt werden.

### Grab D25

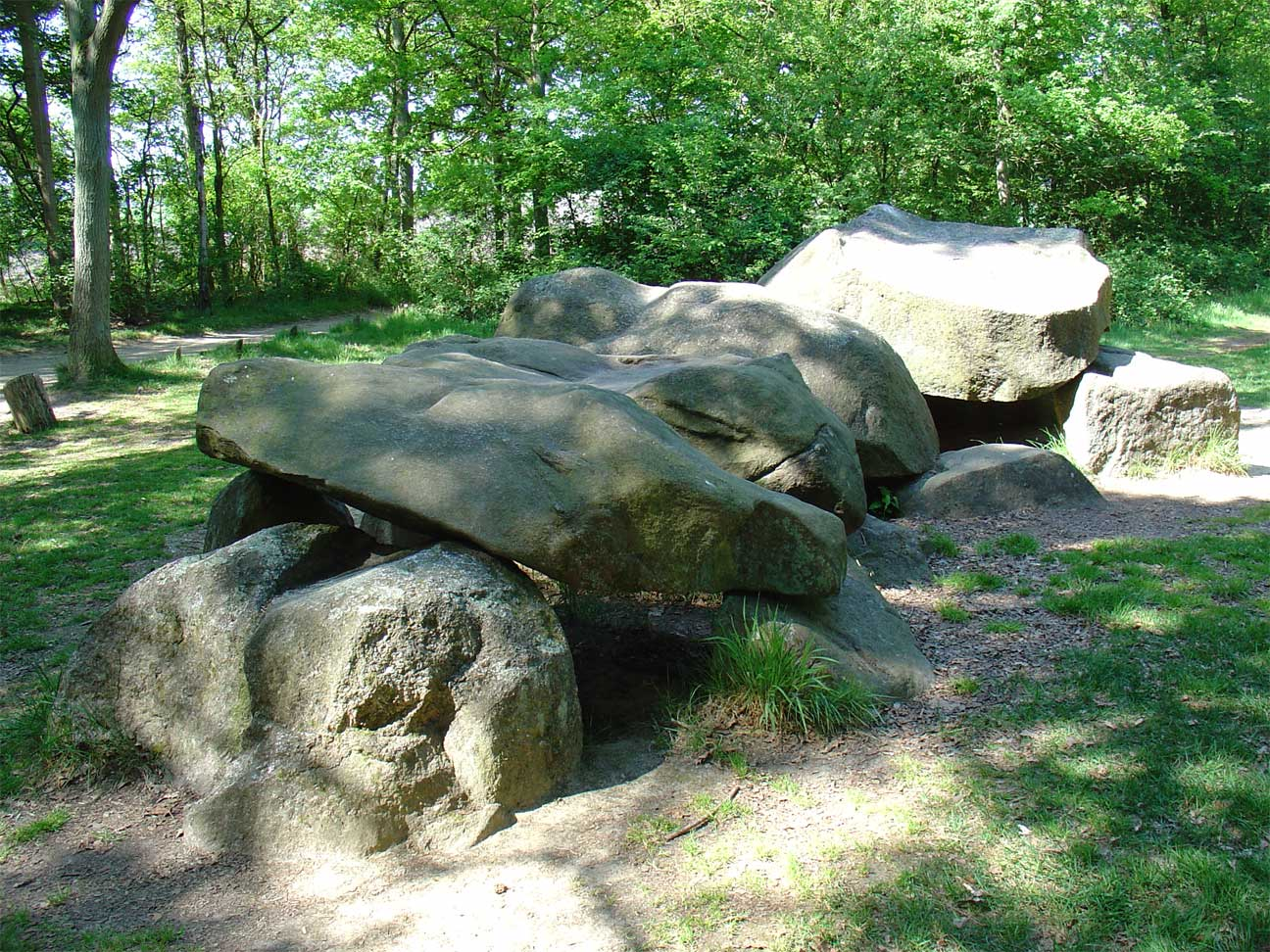
Grab D25

D22 ist ost-westlich orientiert und wahrscheinlich ein Ganggrab. Die Grabkammer hat einen gebogenen Grundriss. Sie hat eine Länge von 7,5 m und eine Breite von 3,6 m. Sie besteht aus vier Wandsteinpaaren an den Langseiten, je einen Abschlussstein an den Schmalseiten und vier Decksteinen. Der Zugang befindet sich wahrscheinlich an der Mitte der südlichen Langseite, allerdings gibt es hier keine vorgelagerten Gangsteine. Eine steinerne Umfassung konnte nicht festgestellt werden.

## Funde

### Bestattungen
Aus den Gräbern D21 und D22 stammen Reste von Leichenbrand. Die geborgene Menge betrug 82,1 g in D21 und 191,1 g in D22. Die Knochen in D21 gehörten zu zwei Individuen, die in D22 zu einem Individuum. Sterbealter und Geschlecht ließen sich bei keinem davon mehr bestimmen.

### Beigaben
Van Giffen konnte bei seiner Grabung im Jahr 1918 in Grab D21 600 Keramikgefäße der Trichterbecherkultur sowie zwei Gefäße der endneolithischen Glockenbecherkultur bergen. In Grab D22 fand er weitere 41 Gefäße.
In den beiden Gräbern wurden auch geringe Reste von verbrannten Tierknochen gefunden. Die geborgene Menge betrug 2 g in Grab D21 und 4 g in Grab D22. Die Knochenreste aus D21 stammten möglicherweise vom Schaf. Ob es sich um Reste von Werkzeugen oder von Speiseopfern handelte, ließ sich nicht mehr feststellen.